# Clásico del Oeste (ciudad de Buenos Aires)
El clásico del Oeste o también llamado clásico de clase media de la ciudad de Buenos Aires es como se denomina al partido del fútbol argentino que enfrenta a los clubes Ferro Carril Oeste y Vélez Sarsfield, ambos de la zona oeste de la capital argentina.
En total, este clásico se disputó en 155 oportunidades (sumando la era amateur y la profesional), con 61 victorias para Vélez Sarsfield y 48 para Ferro Carril Oeste, mientras que empataron en 46 ocasiones. El primer encuentro se jugó en la era amateur, el 6 de junio de 1920, con resultado a favor de Vélez Sarsfield en condición de visitante por 0:5. La última vez que se enfrentaron fue el 24 de junio de 2000, en el Clausura 2000, con resultado a favor del mismo por 1:0 en cancha de su rival. Desde entonces, este encuentro no se ha vuelto a disputar debido a que ambos clubes participan de diferentes categorías.

## Historia

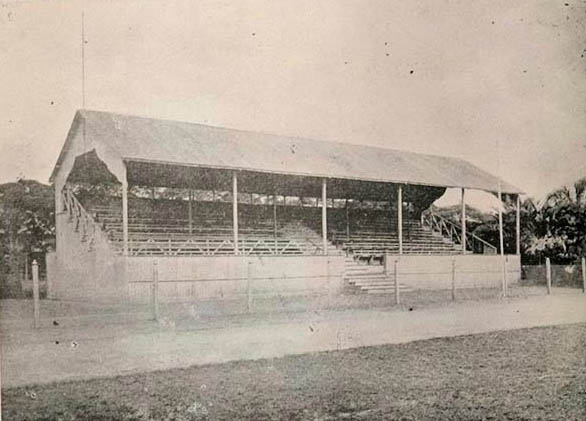
Estadio de Ferro Carril Oeste en la década de 1920, donde se disputó por primera vez el Clásico.

Desde los inicios en el amateurismo, Vélez Sarsfield marcó un predominio en el historial del clásico. El equipo del barrio de Liniers (por entonces en Villa Luro) ganó los primeros cuatro partidos en la historia con una supremacía arrolladora (convirtió 19 goles y no recibió ninguno), mientras que Ferro Carril Oeste debió esperar hasta el quinto encuentro para conseguir su primera victoria.
En 1931 se dio inicio al profesionalismo en el fútbol argentino, y el primer equipo en conseguir una victoria en esta nueva era fue Ferro Carril Oeste, venciendo por 3 a 0. No obstante, la década del 30 fue ampliamente favorable a Vélez que consiguió nueve victorias, contra cinco de su oponente. Además, totalizó 16 partidos ganados contra 8. También, obtuvo la goleada más grande entre los dos clubes en toda la historia: fue 7 a 0 por el Campeonato de Primera División de 1935.
En la década del 40 se celebraron solo 10 partidos, debido a los descensos a la segunda categoría del fútbol argentino de ambos clubes. Primero descendió Vélez en 1940 y volvió a la Primera División en 1943. Luego, en 1946 perdió la categoría Ferro y retornó en 1949. De esos 10 encuentros que se jugaron durante los 40, se repartieron cinco victorias para cada lado. El historial, de esta manera, quedaba con 21 victorias para Vélez, 13 para Ferro y 11 empates. 

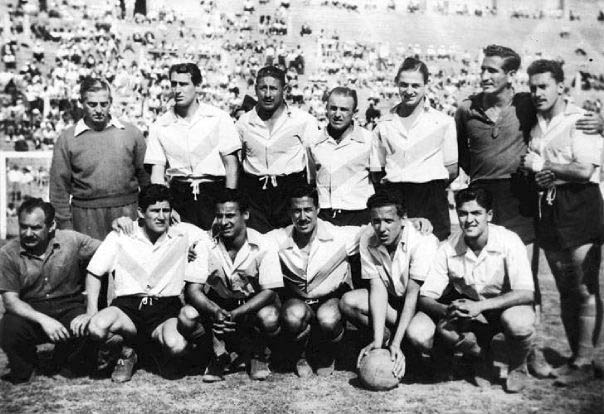
Equipo de Vélez Sarsfield en 1953, subcampeón de la Primera División.

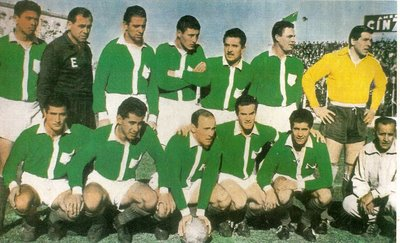
Equipo de Ferro Carril Oeste en 1958.

Entre 1950 y 1959 se llevaron a cabo 18 partidos. El historial en esta década tuvo un leve resultado favorable a Vélez Sarsfield, que logró siete victorias contra seis de Ferro. 
Durante la década del 60 se produjeron dos descensos del club de Caballito. Sin embargo, Ferro Carril Oeste fue el equipo que quedó arriba en el historial de 17 partidos. De esos encuentros hubo 10 cotejos que terminaron en empate, cuatro con victoria para el "Verdolaga" y tres para Vélez Sarsfield. Ferro perdió la categoría en 1962 y retornó un año después aunque, no obstante, volvió a caer en segunda en 1969 y 1970.
Desde 1971 hasta 1979 se jugaron 27 partidos dentro de los campeonatos Metropolitano y Nacional. En esta década Vélez fue, nuevamente, el que se impuso en el historial. Logró 14 victorias frente a nueve de Ferro y solo cuatro empates.
En la década más gloriosa de Ferro Carril Oeste, cuando logró sus únicos dos títulos locales, el historial le fue muy favorable. Se disputaron 26 partidos, con doce victorias contra seis y ocho igualdades.
Durante la década del 90, la más importante de Vélez, cuando logró cinco títulos internacionales y cuatro locales, se llevaron a cabo 21 encuentros, entre los cuales el club de Liniers logró nueve victorias, Ferro cuatro, y hubo ocho empates. La última edición de este clásico disputada en el el Fortín de Liniers sucedió el 28 de noviembre de 1999, por el Torneo Apertura, con victoria del local por 6:1.
En la década de 2000 se jugó un solo cotejo, en el Torneo Clausura, con victoria para Vélez por 1:0 como visitante en el estadio Arquitecto Ricardo Etcheverri. Éste fue el último partido que se jugó en la historia, ya que luego de ese torneo el Club Ferro Carril Oeste descendió de categoría y aún no ha podido retornar a la Primera División.
En ocasiones, la rivalidad llegó a tener diferencias hasta políticas, por la adhesión de Vélez Sarsfield al peronismo, y de Ferro al radicalismo.

## Enfrentamientos
| Resumen de todos los partidos disputados | Resumen de todos los partidos disputados | Resumen de todos los partidos disputados | Resumen de todos los partidos disputados | Resumen de todos los partidos disputados | Resumen de todos los partidos disputados | Resumen de todos los partidos disputados | Resumen de todos los partidos disputados | Resumen de todos los partidos disputados |
| Fecha                                    | Local                                    | Res.                                     | Visitante                                | Certamen                                 | Grupo / Fase                             | Instancia                                | Estadio                                  | Notas                                    |
| ---------------------------------------- | ---------------------------------------- | ---------------------------------------- | ---------------------------------------- | ---------------------------------------- | ---------------------------------------- | ---------------------------------------- | ---------------------------------------- | ---------------------------------------- |
| 06-06-1920                               | Ferro Carril Oeste                       | 0:5                                      | Vélez Sarsfield                          | Campeonato 1920                          |                                          | Fecha 13                                 | Ricardo Etcheverri                       |                                          |
| 01-08-1920                               | Vélez Sarsfield                          | 5:0                                      | Ferro Carril Oeste                       | Campeonato 1920                          |                                          | Fecha 21                                 | Vélez Sarsfield                          |                                          |
| 05-05-1921                               | Ferro Carril Oeste                       | 0:6                                      | Vélez Sarsfield                          | Campeonato 1921                          |                                          | Fecha 06                                 | Ricardo Etcheverri                       |                                          |
| 18-09-1921                               | Vélez Sarsfield                          | 3:0                                      | Ferro Carril Oeste                       | Campeonato 1921                          |                                          | Fecha 30                                 | Vélez Sarsfield                          |                                          |
| 30-04-1922                               | Vélez Sarsfield                          | 1:4                                      | Ferro Carril Oeste                       | Campeonato 1922                          |                                          | Fecha 04                                 | Vélez Sarsfield                          |                                          |
| 01-11-1922                               | Ferro Carril Oeste                       | 2:0                                      | Vélez Sarsfield                          | Campeonato 1922                          |                                          | Fecha 28                                 | Ricardo Etcheverri                       |                                          |
| 05-08-1923                               | Vélez Sarsfield                          | 2:0                                      | Ferro Carril Oeste                       | Campeonato 1923                          |                                          | Fecha 03                                 | Vélez Sarsfield                          |                                          |
| 20-07-1924                               | Vélez Sarsfield                          | 2:0                                      | Ferro Carril Oeste                       | Campeonato 1924                          |                                          | Fecha 16                                 | El Fortín de Villa Luro                  |                                          |
| 07-06-1925                               | Ferro Carril Oeste                       | 1:1                                      | Vélez Sarsfield                          | Campeonato 1925                          |                                          | Fecha 10                                 | Ricardo Etcheverri                       |                                          |
| 04-04-1926                               | Vélez Sarsfield                          | 0:0                                      | Ferro Carril Oeste                       | Campeonato 1926                          |                                          | Fecha 01                                 | El Fortín de Villa Luro                  |                                          |
| 13-05-1926                               | Vélez Sarsfield                          | 2:1                                      | Ferro Carril Oeste                       | Copa Competencia 1926                    | Grupo C                                  | Fecha 01                                 | El Fortín de Villa Luro                  |                                          |
| 08-12-1927                               | Ferro Carril Oeste                       | 1:0                                      | Vélez Sarsfield                          | Campeonato 1927                          |                                          | Fecha 25                                 | Ricardo Etcheverri                       |                                          |
| 28-10-1928                               | Ferro Carril Oeste                       | 2:2                                      | Vélez Sarsfield                          | Campeonato 1928                          |                                          | Fecha 19                                 | Ricardo Etcheverri                       |                                          |
| 15-09-1929                               | Vélez Sarsfield                          | 2:2                                      | Ferro Carril Oeste                       | Copa Estímulo 1929                       | Grupo Par                                | Fecha 06                                 | El Fortín de Villa Luro                  |                                          |
| 22-06-1930                               | Ferro Carril Oeste                       | 0:0                                      | Vélez Sarsfield                          | Campeonato 1930                          |                                          | Fecha 12                                 | Ricardo Etcheverri                       |                                          |
| 12-09-1931                               | Vélez Sarsfield                          | 1:1                                      | Ferro Carril Oeste                       | Campeonato 1931                          |                                          | Fecha 16                                 | El Fortín de Villa Luro                  |                                          |
| 03-01-1932                               | Ferro Carril Oeste                       | 2:2                                      | Vélez Sarsfield                          | Campeonato 1931                          |                                          | Fecha 33                                 | River Plate (Alvear y Tagle)             | [ n. 1 ]                                 |
| 26-03-1932                               | Ferro Carril Oeste                       | 3:0                                      | Vélez Sarsfield                          | Campeonato 1932                          |                                          | Fecha 03                                 | Ricardo Etcheverri                       |                                          |
| 07-08-1932                               | Vélez Sarsfield                          | 3:0                                      | Ferro Carril Oeste                       | Campeonato 1932                          |                                          | Fecha 20                                 | El Fortín de Villa Luro                  |                                          |
| 26-03-1933                               | Vélez Sarsfield                          | 1:1                                      | Ferro Carril Oeste                       | Campeonato 1933                          |                                          | Fecha 03                                 | El Fortín de Villa Luro                  |                                          |
| 30-07-1933                               | Ferro Carril Oeste                       | 1:2                                      | Vélez Sarsfield                          | Campeonato 1933                          |                                          | Fecha 20                                 | Ricardo Etcheverri                       |                                          |
| 02-12-1933                               | Vélez Sarsfield                          | 3:3                                      | Ferro Carril Oeste                       | Copa Beccar Varela 1933                  | Zona Argentina                           | Fecha 01                                 | El Fortín de Villa Luro                  |                                          |
| 06-05-1934                               | Vélez Sarsfield                          | 2:0                                      | Ferro Carril Oeste                       | Campeonato 1934                          |                                          | Fecha 07                                 | El Fortín de Villa Luro                  |                                          |
| 12-08-1934                               | Ferro Carril Oeste                       | 0:2                                      | Vélez Sarsfield                          | Campeonato 1934                          |                                          | Fecha 20                                 | Ricardo Etcheverri                       |                                          |
| 04-11-1934                               | Vélez Sarsfield                          | 6:0                                      | Ferro Carril Oeste                       | Campeonato 1934                          |                                          | Fecha 32                                 | El Fortín de Villa Luro                  |                                          |
| 23-06-1935                               | Ferro Carril Oeste                       | 3:1                                      | Vélez Sarsfield                          | Campeonato 1935                          |                                          | Fecha 14                                 | Ricardo Etcheverri                       |                                          |
| 01-12-1935                               | Vélez Sarsfield                          | 7:0                                      | Ferro Carril Oeste                       | Campeonato 1935                          |                                          | Fecha 31                                 | El Fortín de Villa Luro                  |                                          |
| 17-05-1936                               | Ferro Carril Oeste                       | 2:1                                      | Vélez Sarsfield                          | Copa de Honor 1936                       |                                          | Fecha 07                                 | Ricardo Etcheverri                       |                                          |
| 04-10-1936                               | Vélez Sarsfield                          | 5:1                                      | Ferro Carril Oeste                       | Copa Campeonato 1936                     |                                          | Fecha 07                                 | El Fortín de Villa Luro                  |                                          |
| 27-06-1937                               | Vélez Sarsfield                          | 2:1                                      | Ferro Carril Oeste                       | Copa Campeonato 1937                     |                                          | Fecha 10                                 | El Fortín de Villa Luro                  |                                          |
| 07-11-1937                               | Ferro Carril Oeste                       | 3:1                                      | Vélez Sarsfield                          | Copa Campeonato 1937                     |                                          | Fecha 28                                 | Ricardo Etcheverri                       |                                          |
| 14-08-1938                               | Ferro Carril Oeste                       | 5:5                                      | Vélez Sarsfield                          | Copa Campeonato 1938                     |                                          | Fecha 16                                 | Ricardo Etcheverri                       |                                          |
| 10-12-1938                               | Vélez Sarsfield                          | 4:2                                      | Ferro Carril Oeste                       | Copa Campeonato 1938                     |                                          | Fecha 33                                 | El Fortín de Villa Luro                  |                                          |
| 09-04-1939                               | Ferro Carril Oeste                       | 5:2                                      | Vélez Sarsfield                          | Copa Campeonato 1939                     |                                          | Fecha 04                                 | Ricardo Etcheverri                       |                                          |
| 20-08-1939                               | Vélez Sarsfield                          | 1:1                                      | Ferro Carril Oeste                       | Copa Campeonato 1939                     |                                          | Fecha 21                                 | El Fortín de Villa Luro                  |                                          |
| 07-04-1940                               | Vélez Sarsfield                          | G:P                                      | Ferro Carril Oeste                       | Copa Campeonato 1940                     |                                          | Fecha 01                                 | El Fortín de Villa Luro                  | [ n. 2 ]                                 |
| 18-08-1940                               | Ferro Carril Oeste                       | 3:2                                      | Vélez Sarsfield                          | Copa Campeonato 1940                     |                                          | Fecha 18                                 | Ricardo Etcheverri                       |                                          |
| 28-05-1944                               | Ferro Carril Oeste                       | 0:2                                      | Vélez Sarsfield                          | Campeonato 1944                          |                                          | Fecha 07                                 | Ricardo Etcheverri                       |                                          |
| 17-09-1944                               | Vélez Sarsfield                          | 2:1                                      | Ferro Carril Oeste                       | Campeonato 1944                          |                                          | Fecha 22                                 | El Fortín de Barragán y Gaona            |                                          |
| 22-04-1945                               | Vélez Sarsfield                          | 2:1                                      | Ferro Carril Oeste                       | Campeonato 1945                          |                                          | Fecha 01                                 | El Fortín de Barragán y Gaona            |                                          |
| 19-08-1945                               | Ferro Carril Oeste                       | 3:0                                      | Vélez Sarsfield                          | Campeonato 1945                          |                                          | Fecha 16                                 | Ricardo Etcheverri                       |                                          |
| 21-04-1946                               | Ferro Carril Oeste                       | 0:6                                      | Vélez Sarsfield                          | Campeonato 1946                          |                                          | Fecha 01                                 | Ricardo Etcheverri                       |                                          |
| 25-08-1946                               | Vélez Sarsfield                          | 0:2                                      | Ferro Carril Oeste                       | Campeonato 1946                          |                                          | Fecha 16                                 | El Fortín de Barragán y Gaona            |                                          |
| 07-08-1949                               | Ferro Carril Oeste                       | 2:0                                      | Vélez Sarsfield                          | Campeonato 1949                          |                                          | Fecha 14                                 | Ricardo Etcheverri                       |                                          |
| 20-11-1949                               | Vélez Sarsfield                          | 1:2                                      | Ferro Carril Oeste                       | Campeonato 1949                          |                                          | Fecha 31                                 | El Gasómetro                             | [ n. 3 ]                                 |
| 02-04-1950                               | Ferro Carril Oeste                       | 3:1                                      | Vélez Sarsfield                          | Campeonato 1950                          |                                          | Fecha 01                                 | Ricardo Etcheverri                       |                                          |
| 13-08-1950                               | Vélez Sarsfield                          | 2:1                                      | Ferro Carril Oeste                       | Campeonato 1950                          |                                          | Fecha 18                                 | Tomás Adolfo Ducó                        | [ n. 3 ]                                 |
| 15-04-1951                               | Ferro Carril Oeste                       | 3:2                                      | Vélez Sarsfield                          | Campeonato 1951                          |                                          | Fecha 01                                 | Ricardo Etcheverri                       |                                          |
| 12-08-1951                               | Vélez Sarsfield                          | 1:1                                      | Ferro Carril Oeste                       | Campeonato 1951                          |                                          | Fecha 18                                 | José Amalfitani                          |                                          |
| 06-07-1952                               | Ferro Carril Oeste                       | 1:4                                      | Vélez Sarsfield                          | Campeonato 1952                          |                                          | Fecha 14                                 | Ricardo Etcheverri                       |                                          |
| 26-11-1952                               | Vélez Sarsfield                          | 1:0                                      | Ferro Carril Oeste                       | Campeonato 1952                          |                                          | Fecha 29                                 | José Amalfitani                          |                                          |
| 09-08-1953                               | Ferro Carril Oeste                       | 2:1                                      | Vélez Sarsfield                          | Campeonato 1953                          |                                          | Fecha 15                                 | Ricardo Etcheverri                       |                                          |
| 21-11-1953                               | Vélez Sarsfield                          | 2:0                                      | Ferro Carril Oeste                       | Campeonato 1953                          |                                          | Fecha 30                                 | José Amalfitani                          |                                          |
| 01-08-1954                               | Vélez Sarsfield                          | 1:1                                      | Ferro Carril Oeste                       | Campeonato 1954                          |                                          | Fecha 15                                 | José Amalfitani                          |                                          |
| 14-11-1954                               | Ferro Carril Oeste                       | 4:2                                      | Vélez Sarsfield                          | Campeonato 1954                          |                                          | Fecha 30                                 | Ricardo Etcheverri                       |                                          |
| 08-05-1955                               | Vélez Sarsfield                          | 1:0                                      | Ferro Carril Oeste                       | Campeonato 1955                          |                                          | Fecha 02                                 | José Amalfitani                          |                                          |
| 04-09-1955                               | Ferro Carril Oeste                       | 3:0                                      | Vélez Sarsfield                          | Campeonato 1955                          |                                          | Fecha 17                                 | Ricardo Etcheverri                       |                                          |
| 28-04-1956                               | Ferro Carril Oeste                       | 1:1                                      | Vélez Sarsfield                          | Campeonato 1956                          |                                          | Fecha 03                                 | Ricardo Etcheverri                       |                                          |
| 16-09-1956                               | Vélez Sarsfield                          | 1:3                                      | Ferro Carril Oeste                       | Campeonato 1956                          |                                          | Fecha 18                                 | José Amalfitani                          |                                          |
| 12-05-1957                               | Ferro Carril Oeste                       | 1:2                                      | Vélez Sarsfield                          | Campeonato 1957                          |                                          | Fecha 02                                 | Ricardo Etcheverri                       |                                          |
| 01-09-1957                               | Vélez Sarsfield                          | 3:1                                      | Ferro Carril Oeste                       | Campeonato 1957                          |                                          | Fecha 17                                 | José Amalfitani                          |                                          |
| 28-06-1959                               | Ferro Carril Oeste                       | 1:1                                      | Vélez Sarsfield                          | Campeonato 1959                          |                                          | Fecha 10                                 | Ricardo Etcheverri                       |                                          |
| 27-10-1959                               | Vélez Sarsfield                          | 0:0                                      | Ferro Carril Oeste                       | Campeonato 1959                          |                                          | Fecha 25                                 | José Amalfitani                          |                                          |
| 19-06-1960                               | Vélez Sarsfield                          | 3:3                                      | Ferro Carril Oeste                       | Campeonato 1960                          |                                          | Fecha 10                                 | José Amalfitani                          |                                          |
| 01-11-1960                               | Ferro Carril Oeste                       | 3:1                                      | Vélez Sarsfield                          | Campeonato 1960                          |                                          | Fecha 25                                 | Ricardo Etcheverri                       |                                          |
| 30-04-1961                               | Vélez Sarsfield                          | 2:2                                      | Ferro Carril Oeste                       | Campeonato 1961                          |                                          | Fecha 03                                 | José Amalfitani                          |                                          |
| 03-09-1961                               | Ferro Carril Oeste                       | 1:1                                      | Vélez Sarsfield                          | Campeonato 1961                          |                                          | Fecha 16                                 | Ricardo Etcheverri                       |                                          |
| 26-08-1962                               | Ferro Carril Oeste                       | 1:3                                      | Vélez Sarsfield                          | Campeonato 1962                          |                                          | Fecha 14                                 | Ricardo Etcheverri                       |                                          |
| 09-12-1962                               | Vélez Sarsfield                          | 2:2                                      | Ferro Carril Oeste                       | Campeonato 1962                          |                                          | Fecha 29                                 | José Amalfitani                          |                                          |
| 16-08-1964                               | Ferro Carril Oeste                       | 1:1                                      | Vélez Sarsfield                          | Campeonato 1964                          |                                          | Fecha 14                                 | Ricardo Etcheverri                       |                                          |
| 29-11-1964                               | Vélez Sarsfield                          | 1:3                                      | Ferro Carril Oeste                       | Campeonato 1964                          |                                          | Fecha 29                                 | José Amalfitani                          |                                          |
| 02-05-1965                               | Vélez Sarsfield                          | 0:1                                      | Ferro Carril Oeste                       | Campeonato 1965                          |                                          | Fecha 04                                 | José Amalfitani                          |                                          |
| 03-10-1965                               | Ferro Carril Oeste                       | 0:0                                      | Vélez Sarsfield                          | Campeonato 1965                          |                                          | Fecha 21                                 | Ricardo Etcheverri                       |                                          |
| 05-06-1966                               | Ferro Carril Oeste                       | 0:0                                      | Vélez Sarsfield                          | Campeonato 1966                          |                                          | Fecha 14                                 | Ricardo Etcheverri                       |                                          |
| 23-10-1966                               | Vélez Sarsfield                          | 1:1                                      | Ferro Carril Oeste                       | Campeonato 1966                          |                                          | Fecha 33                                 | José Amalfitani                          |                                          |
| 05-03-1967                               | Ferro Carril Oeste                       | 1:3                                      | Vélez Sarsfield                          | Torneo Metropolitano 1967                | Intergrupal                              | Fecha 01                                 | Ricardo Etcheverri                       |                                          |
| 21-05-1967                               | Vélez Sarsfield                          | 1:3                                      | Ferro Carril Oeste                       | Torneo Metropolitano 1967                | Intergrupal                              | Fecha 12                                 | José Amalfitani                          |                                          |
| 22-10-1967                               | Vélez Sarsfield                          | 2:1                                      | Ferro Carril Oeste                       | Campeonato Nacional 1967                 |                                          | Fecha 07                                 | José Amalfitani                          |                                          |
| 03-03-1968                               | Vélez Sarsfield                          | 2:2                                      | Ferro Carril Oeste                       | Torneo Metropolitano 1968                | Intergrupal                              | Fecha 01                                 | José Amalfitani                          |                                          |
| 19-05-1968                               | Ferro Carril Oeste                       | 1:1                                      | Vélez Sarsfield                          | Torneo Metropolitano 1968                | Intergrupal                              | Fecha 12                                 | Ricardo Etcheverri                       |                                          |
| 25-04-1971                               | Vélez Sarsfield                          | 2:1                                      | Ferro Carril Oeste                       | Torneo Metropolitano 1971                |                                          | Fecha 12                                 | José Amalfitani                          |                                          |
| 29-08-1971                               | Ferro Carril Oeste                       | 1:2                                      | Vélez Sarsfield                          | Torneo Metropolitano 1971                |                                          | Fecha 31                                 | Ricardo Etcheverri                       |                                          |
| 26-11-1971                               | Vélez Sarsfield                          | 1:0                                      | Ferro Carril Oeste                       | Campeonato Nacional 1971                 | Intergrupal                              | Fecha 11                                 | José Amalfitani                          |                                          |
| 21-05-1972                               | Ferro Carril Oeste                       | 0:1                                      | Vélez Sarsfield                          | Torneo Metropolitano 1972                |                                          | Fecha 16                                 | Ricardo Etcheverri                       |                                          |
| 24-09-1972                               | Vélez Sarsfield                          | 0:2                                      | Ferro Carril Oeste                       | Torneo Metropolitano 1972                |                                          | Fecha 33                                 | José Amalfitani                          |                                          |
| 22-10-1972                               | Vélez Sarsfield                          | 2:1                                      | Ferro Carril Oeste                       | Campeonato Nacional 1972                 | Intergrupal                              | Fecha 02                                 | El Gasómetro                             | [ n. 3 ]                                 |
| 13-05-1973                               | Vélez Sarsfield                          | 3:0                                      | Ferro Carril Oeste                       | Torneo Metropolitano 1973                |                                          | Fecha 12                                 | José Amalfitani                          |                                          |
| 26-08-1973                               | Ferro Carril Oeste                       | 3:1                                      | Vélez Sarsfield                          | Torneo Metropolitano 1973                |                                          | Fecha 29                                 | Ricardo Etcheverri                       |                                          |
| 16-12-1973                               | Ferro Carril Oeste                       | 0:0                                      | Vélez Sarsfield                          | Campeonato Nacional 1973                 | Intergrupal                              | Fecha 15                                 | El Gasómetro                             | [ n. 1 ]                                 |
| 03-03-1974                               | Vélez Sarsfield                          | 0:1                                      | Ferro Carril Oeste                       | Torneo Metropolitano 1974                | Intergrupal                              | Fecha 06                                 | José Amalfitani                          |                                          |
| 02-05-1974                               | Ferro Carril Oeste                       | 5:1                                      | Vélez Sarsfield                          | Torneo Metropolitano 1974                | Intergrupal                              | Fecha 15                                 | Ricardo Etcheverri                       |                                          |
| 28-07-1974                               | Ferro Carril Oeste                       | 0:1                                      | Vélez Sarsfield                          | Campeonato Nacional 1974                 | Intergrupal                              | Fecha 02                                 | Ricardo Etcheverri                       |                                          |
| 27-09-1974                               | Vélez Sarsfield                          | 0:1                                      | Ferro Carril Oeste                       | Campeonato Nacional 1974                 | Intergrupal                              | Fecha 11                                 | José Amalfitani                          |                                          |
| 04-12-1974                               | Ferro Carril Oeste                       | 1:3                                      | Vélez Sarsfield                          | Campeonato Nacional 1974                 | Ronda Final                              | Fecha 20                                 | El Gasómetro                             | [ n. 4 ]                                 |
| 19-03-1975                               | Vélez Sarsfield                          | 0:1                                      | Ferro Carril Oeste                       | Torneo Metropolitano 1975                |                                          | Fecha 08                                 | José Amalfitani                          |                                          |
| 22-06-1975                               | Ferro Carril Oeste                       | 2:2                                      | Vélez Sarsfield                          | Torneo Metropolitano 1975                |                                          | Fecha 27                                 | Ricardo Etcheverri                       |                                          |
| 21-09-1975                               | Ferro Carril Oeste                       | 1:2                                      | Vélez Sarsfield                          | Campeonato Nacional 1975                 | Intergrupal                              | Fecha 01                                 | Ricardo Etcheverri                       |                                          |
| 26-10-1975                               | Vélez Sarsfield                          | 3:0                                      | Ferro Carril Oeste                       | Campeonato Nacional 1975                 | Intergrupal                              | Fecha 09                                 | José Amalfitani                          |                                          |
| 15-02-1976                               | Ferro Carril Oeste                       | 2:0                                      | Vélez Sarsfield                          | Torneo Metropolitano 1976                | Intergrupal                              | Fecha 01                                 | Ricardo Etcheverri                       | [ n. 5 ]                                 |
| 15-04-1976                               | Vélez Sarsfield                          | 4:0                                      | Ferro Carril Oeste                       | Torneo Metropolitano 1976                | Intergrupal                              | Fecha 12                                 | José Amalfitani                          |                                          |
| 03-08-1976                               | Ferro Carril Oeste                       | 3:3                                      | Vélez Sarsfield                          | Torneo Metropolitano 1976                | Zona Descenso                            | Fecha 08                                 | Presidente Perón                         | [ n. 4 ]                                 |
| 10-10-1976                               | Vélez Sarsfield                          | 1:2                                      | Ferro Carril Oeste                       | Campeonato Nacional 1976                 | Intergrupal                              | Fecha 06                                 | José Amalfitani                          |                                          |
| 01-12-1976                               | Ferro Carril Oeste                       | 1:0                                      | Vélez Sarsfield                          | Campeonato Nacional 1976                 | Intergrupal                              | Fecha 15                                 | Ricardo Etcheverri                       |                                          |
| 06-03-1977                               | Ferro Carril Oeste                       | 2:4                                      | Vélez Sarsfield                          | Torneo Metropolitano 1977                |                                          | Fecha 02                                 | Ricardo Etcheverri                       |                                          |
| 28-08-1977                               | Vélez Sarsfield                          | 3:0                                      | Ferro Carril Oeste                       | Torneo Metropolitano 1977                |                                          | Fecha 25                                 | Ricardo Etcheverri                       | [ n. 3 ]                                 |
| 09-09-1979                               | Vélez Sarsfield                          | 3:1                                      | Ferro Carril Oeste                       | Campeonato Nacional 1979                 | Grupo A                                  | Fecha 02                                 | José Amalfitani                          |                                          |
| 28-10-1979                               | Ferro Carril Oeste                       | 1:1                                      | Vélez Sarsfield                          | Campeonato Nacional 1979                 | Grupo A                                  | Fecha 09                                 | Ricardo Etcheverri                       |                                          |
| 20-04-1980                               | Vélez Sarsfield                          | 0:0                                      | Ferro Carril Oeste                       | Campeonato 1980                          |                                          | Fecha 14                                 | José Amalfitani                          |                                          |
| 04-08-1980                               | Ferro Carril Oeste                       | 1:2                                      | Vélez Sarsfield                          | Campeonato 1980                          |                                          | Fecha 33                                 | El Monumental                            | [ n. 1 ]                                 |
| 05-10-1980                               | Vélez Sarsfield                          | 0:0                                      | Ferro Carril Oeste                       | Campeonato Nacional 1980                 | Intergrupal                              | Fecha 06                                 | José Amalfitani                          |                                          |
| 16-11-1980                               | Ferro Carril Oeste                       | 1:2                                      | Vélez Sarsfield                          | Campeonato Nacional 1980                 | Intergrupal                              | Fecha 13                                 | Ricardo Etcheverri                       |                                          |
| 25-03-1981                               | Vélez Sarsfield                          | 0:1                                      | Ferro Carril Oeste                       | Campeonato 1981                          |                                          | Fecha 07                                 | José Amalfitani                          |                                          |
| 21-01-1981                               | Ferro Carril Oeste                       | 3:0                                      | Vélez Sarsfield                          | Campeonato 1981                          |                                          | Fecha 24                                 | Ricardo Etcheverri                       |                                          |
| 09-12-1981                               | Vélez Sarsfield                          | 1:2                                      | Ferro Carril Oeste                       | Campeonato Nacional 1981                 | Fase eliminatoria                        | Semifinal                                | José Amalfitani                          |                                          |
| 13-12-1981                               | Ferro Carril Oeste                       | 1:1                                      | Vélez Sarsfield                          | Campeonato Nacional 1981                 | Fase eliminatoria                        | Semifinal                                | Ricardo Etcheverri                       |                                          |
| 07-03-1982                               | Vélez Sarsfield                          | 0:4                                      | Ferro Carril Oeste                       | Campeonato Nacional 1982                 | Intergrupal                              | Fecha 05                                 | José Amalfitani                          |                                          |
| 25-04-1982                               | Ferro Carril Oeste                       | 2:1                                      | Vélez Sarsfield                          | Campeonato Nacional 1982                 | Intergrupal                              | Fecha 13                                 | Ricardo Etcheverri                       |                                          |
| 24-10-1982                               | Ferro Carril Oeste                       | 1:0                                      | Vélez Sarsfield                          | Campeonato 1982                          |                                          | Fecha 19                                 | Ricardo Etcheverri                       |                                          |
| 14-02-1983                               | Vélez Sarsfield                          | 1:0                                      | Ferro Carril Oeste                       | Campeonato 1982                          |                                          | Fecha 38                                 | José Amalfitani                          |                                          |
| 31-07-1983                               | Vélez Sarsfield                          | 1:1                                      | Ferro Carril Oeste                       | Campeonato 1983                          |                                          | Fecha 11                                 | José Amalfitani                          |                                          |
| 16-11-1983                               | Ferro Carril Oeste                       | 2:0                                      | Vélez Sarsfield                          | Campeonato 1983                          |                                          | Fecha 30                                 | Ricardo Etcheverri                       |                                          |
| 24-06-1984                               | Ferro Carril Oeste                       | 2:0                                      | Vélez Sarsfield                          | Campeonato 1984                          |                                          | Fecha 13                                 | Ricardo Etcheverri                       |                                          |
| 11-11-1984                               | Vélez Sarsfield                          | 2:1                                      | Ferro Carril Oeste                       | Campeonato 1984                          |                                          | Fecha 32                                 | José Amalfitani                          |                                          |
| 28-07-1985                               | Vélez Sarsfield                          | 0:4                                      | Ferro Carril Oeste                       | Campeonato 1985/86                       |                                          | Fecha 04                                 | José Amalfitani                          |                                          |
| 13-12-1986                               | Ferro Carril Oeste                       | 0:2                                      | Vélez Sarsfield                          | Campeonato 1985/86                       |                                          | Fecha 23                                 | Ricardo Etcheverri                       |                                          |
| 24-08-1986                               | Ferro Carril Oeste                       | 2:1                                      | Vélez Sarsfield                          | Campeonato 1986/87                       |                                          | Fecha 07                                 | Ricardo Etcheverri                       |                                          |
| 30-01-1987                               | Vélez Sarsfield                          | 3:1                                      | Ferro Carril Oeste                       | Campeonato 1986/87                       |                                          | Fecha 26                                 | José Amalfitani                          |                                          |
| 08-11-1987                               | Vélez Sarsfield                          | 1:1                                      | Ferro Carril Oeste                       | Campeonato 1987/88                       |                                          | Fecha 13                                 | José Amalfitani                          |                                          |
| 17-04-1988                               | Ferro Carril Oeste                       | 0:0                                      | Vélez Sarsfield                          | Campeonato 1987/88                       |                                          | Fecha 32                                 | Ricardo Etcheverri                       |                                          |
| 23-10-1988                               | Vélez Sarsfield                          | 2:3                                      | Ferro Carril Oeste                       | Campeonato 1988/89                       |                                          | Fecha 06                                 | José Amalfitani                          |                                          |
| 05-03-1989                               | Ferro Carril Oeste                       | 1:1                                      | Vélez Sarsfield                          | Campeonato 1988/89                       |                                          | Fecha 25                                 | Ricardo Etcheverri                       |                                          |
| 26-11-1989                               | Ferro Carril Oeste                       | 0:0                                      | Vélez Sarsfield                          | Campeonato 1989/90                       |                                          | Fecha 17                                 | Ricardo Etcheverri                       |                                          |
| 13-05-1990                               | Vélez Sarsfield                          | 0:1                                      | Ferro Carril Oeste                       | Campeonato 1989/90                       |                                          | Fecha 36                                 | José Amalfitani                          |                                          |
| 02-09-1990                               | Vélez Sarsfield                          | 1:0                                      | Ferro Carril Oeste                       | Torneo Apertura 1990                     |                                          | Fecha 03                                 | José Amalfitani                          |                                          |
| 10-03-1991                               | Ferro Carril Oeste                       | 0:1                                      | Vélez Sarsfield                          | Torneo Clausura 1991                     |                                          | Fecha 03                                 | Ricardo Etcheverri                       |                                          |
| 01-09-1991                               | Ferro Carril Oeste                       | 1:0                                      | Vélez Sarsfield                          | Torneo Apertura 1991                     |                                          | Fecha 02                                 | Ricardo Etcheverri                       |                                          |
| 01-03-1992                               | Vélez Sarsfield                          | 1:1                                      | Ferro Carril Oeste                       | Torneo Clausura 1992                     |                                          | Fecha 02                                 | José Amalfitani                          |                                          |
| 13-09-1992                               | Vélez Sarsfield                          | 0:0                                      | Ferro Carril Oeste                       | Torneo Apertura 1992                     |                                          | Fecha 06                                 | José Amalfitani                          |                                          |
| 21-03-1993                               | Ferro Carril Oeste                       | 0:0                                      | Vélez Sarsfield                          | Torneo Clausura 1993                     |                                          | Fecha 06                                 | Ricardo Etcheverri                       |                                          |
| 26-06-1993                               | Ferro Carril Oeste                       | 1:1                                      | Vélez Sarsfield                          | Copa Centenario 1993                     | Primera fase                             | Fecha 01                                 | Ricardo Etcheverri                       |                                          |
| 04-07-1993                               | Vélez Sarsfield                          | 1:0                                      | Ferro Carril Oeste                       | Copa Centenario 1993                     | Primera fase                             | Fecha 02                                 | José Amalfitani                          |                                          |
| 07-11-1993                               | Vélez Sarsfield                          | 2:0                                      | Ferro Carril Oeste                       | Torneo Apertura 1993                     |                                          | Fecha 09                                 | José Amalfitani                          |                                          |
| 15-05-1994                               | Ferro Carril Oeste                       | 2:0                                      | Vélez Sarsfield                          | Torneo Clausura 1994                     |                                          | Fecha 09                                 | Ricardo Etcheverri                       |                                          |
| 17-11-1994                               | Ferro Carril Oeste                       | 1:6                                      | Vélez Sarsfield                          | Torneo Apertura 1994                     |                                          | Fecha 15                                 | Ricardo Etcheverri                       |                                          |
| 28-05-1995                               | Vélez Sarsfield                          | 3:0                                      | Ferro Carril Oeste                       | Torneo Clausura 1995                     |                                          | Fecha 15                                 | José Amalfitani                          |                                          |
| 16-10-1995                               | Vélez Sarsfield                          | 1:0                                      | Ferro Carril Oeste                       | Torneo Apertura 1995                     |                                          | Fecha 10                                 | José Amalfitani                          |                                          |
| 19-05-1996                               | Ferro Carril Oeste                       | 0:0                                      | Vélez Sarsfield                          | Torneo Clausura 1996                     |                                          | Fecha 10                                 | Ricardo Etcheverri                       |                                          |
| 23-12-1996                               | Vélez Sarsfield                          | 0:2                                      | Ferro Carril Oeste                       | Torneo Apertura 1996                     |                                          | Fecha 19                                 | José Amalfitani                          |                                          |
| 13-08-1997                               | Ferro Carril Oeste                       | 1:1                                      | Vélez Sarsfield                          | Torneo Clausura 1997                     |                                          | Fecha 19                                 | Ricardo Etcheverri                       |                                          |
| 05-12-1997                               | Ferro Carril Oeste                       | 3:3                                      | Vélez Sarsfield                          | Torneo Apertura 1997                     |                                          | Fecha 16                                 | Ricardo Etcheverri                       |                                          |
| 10-05-1998                               | Vélez Sarsfield                          | 4:1                                      | Ferro Carril Oeste                       | Torneo Clausura 1998                     |                                          | Fecha 16                                 | José Amalfitani                          |                                          |
| 04-10-1998                               | Ferro Carril Oeste                       | 2:1                                      | Vélez Sarsfield                          | Torneo Apertura 1998                     |                                          | Fecha 09                                 | Ricardo Etcheverri                       |                                          |
| 23-04-1999                               | Vélez Sarsfield                          | 0:0                                      | Ferro Carril Oeste                       | Torneo Clausura 1999                     |                                          | Fecha 09                                 | José Amalfitani                          |                                          |
| 28-11-1999                               | Vélez Sarsfield                          | 6:1                                      | Ferro Carril Oeste                       | Torneo Apertura 1999                     |                                          | Fecha 16                                 | José Amalfitani                          |                                          |
| 24-06-2000                               | Ferro Carril Oeste                       | 0:1                                      | Vélez Sarsfield                          | Torneo Clausura 2000                     |                                          | Fecha 16                                 | Ricardo Etcheverri                       |                                          |
| 1. 2. 3. 4. 5.                           |                                          |                                          |                                          |                                          |                                          |                                          |                                          |                                          |

## Resumen estadístico
| Amateurismo        | Amateurismo | Amateurismo | Amateurismo | Amateurismo | Amateurismo | Amateurismo | Ferro de local | Ferro de local | Ferro de local | Ferro de local | Ferro de local | Ferro de local | Vélez de local | Vélez de local | Vélez de local | Vélez de local | Vélez de local | Vélez de local | Neutral | Neutral | Neutral | Neutral | Neutral | Neutral |
| Club               | J           | G           | E           | P           | Gf          | Gc          | J              | G              | E              | P              | Gf             | Gc             | J              | G              | E              | P              | Gf             | Gc             | J       | G       | E       | P       | Gf      | Gc      |
| ------------------ | ----------- | ----------- | ----------- | ----------- | ----------- | ----------- | -------------- | -------------- | -------------- | -------------- | -------------- | -------------- | -------------- | -------------- | -------------- | -------------- | -------------- | -------------- | ------- | ------- | ------- | ------- | ------- | ------- |
| Ferro Carril Oeste | 15          | 3           | 5           | 7           | 13          | 31          | 7              | 2              | 3              | 2              | 6              | 14             | 8              | 1              | 2              | 5              | 7              | 17             | 0       | 0       | 0       | 0       | 0       | 0       |
| Vélez Sarsfield    | 15          | 7           | 5           | 3           | 31          | 13          | 7              | 2              | 3              | 2              | 14             | 6              | 8              | 5              | 2              | 1              | 17             | 7              | 0       | 0       | 0       | 0       | 0       | 0       |

| Profesionalismo    | Profesionalismo | Profesionalismo | Profesionalismo | Profesionalismo | Profesionalismo | Profesionalismo | Ferro de local | Ferro de local | Ferro de local | Ferro de local | Ferro de local | Ferro de local | Vélez de local | Vélez de local | Vélez de local | Vélez de local | Vélez de local | Vélez de local | Neutral | Neutral | Neutral | Neutral | Neutral | Neutral |
| Club               | J               | G               | E               | P               | Gf              | Gc              | J              | G              | E              | P              | Gf             | Gc             | J              | G              | E              | P              | Gf             | Gc             | J       | G       | E       | P       | Gf      | Gc      |
| ------------------ | --------------- | --------------- | --------------- | --------------- | --------------- | --------------- | -------------- | -------------- | -------------- | -------------- | -------------- | -------------- | -------------- | -------------- | -------------- | -------------- | -------------- | -------------- | ------- | ------- | ------- | ------- | ------- | ------- |
| Ferro Carril Oeste | 140             | 45              | 41              | 54              | 183             | 213             | 67             | 27             | 21             | 19             | 104            | 89             | 71             | 18             | 19             | 34             | 75             | 118            | 2       | 0       | 1       | 1       | 4       | 6       |
| Vélez Sarsfield    | 140             | 54              | 41              | 45              | 213             | 183             | 67             | 19             | 21             | 27             | 89             | 104            | 71             | 34             | 19             | 18             | 118            | 75             | 2       | 1       | 1       | 0       | 6       | 4       |

| Total              | Total | Total | Total | Total | Total | Total | Ferro de local | Ferro de local | Ferro de local | Ferro de local | Ferro de local | Ferro de local | Vélez de local | Vélez de local | Vélez de local | Vélez de local | Vélez de local | Vélez de local | Neutral | Neutral | Neutral | Neutral | Neutral | Neutral |
| Club               | J     | G     | E     | P     | Gf    | Gc    | J              | G              | E              | P              | Gf             | Gc             | J              | G              | E              | P              | Gf             | Gc             | J       | G       | E       | P       | Gf      | Gc      |
| ------------------ | ----- | ----- | ----- | ----- | ----- | ----- | -------------- | -------------- | -------------- | -------------- | -------------- | -------------- | -------------- | -------------- | -------------- | -------------- | -------------- | -------------- | ------- | ------- | ------- | ------- | ------- | ------- |
| Ferro Carril Oeste | 155   | 48    | 46    | 61    | 196   | 244   | 74             | 29             | 24             | 21             | 110            | 103            | 79             | 19             | 21             | 39             | 82             | 135            | 2       | 0       | 1       | 1       | 4       | 6       |
| Vélez Sarsfield    | 155   | 61    | 46    | 48    | 244   | 196   | 74             | 21             | 24             | 29             | 103            | 110            | 79             | 39             | 21             | 19             | 135            | 82             | 2       | 1       | 1       | 0       | 6       | 4       |

### Mayores goleadas
| Amateurismo | Amateurismo        | Amateurismo | Amateurismo        |
| ----------- | ------------------ | ----------- | ------------------ |
| 30-04-1922  | Vélez Sarsfield    | 1:4         | Ferro Carril Oeste |
| 01-11-1922  | Ferro Carril Oeste | 2:0         | Vélez Sarsfield    |

| Amateurismo | Amateurismo        | Amateurismo | Amateurismo        |
| ----------- | ------------------ | ----------- | ------------------ |
| 05-05-1921  | Ferro Carril Oeste | 0:6         | Vélez Sarsfield    |
| 06-06-1920  | Ferro Carril Oeste | 0:5         | Vélez Sarsfield    |
| 01-08-1920  | Vélez Sarsfield    | 5:0         | Ferro Carril Oeste |

| Profesionalismo | Profesionalismo    | Profesionalismo | Profesionalismo    |
| --------------- | ------------------ | --------------- | ------------------ |
| 02-05-1974      | Ferro Carril Oeste | 5:1             | Vélez Sarsfield    |
| 07-03-1982      | Vélez Sarsfield    | 0:4             | Ferro Carril Oeste |
| 28-07-1985      | Vélez Sarsfield    | 0:4             | Ferro Carril Oeste |
| 09-04-1939      | Ferro Carril Oeste | 5:2             | Vélez Sarsfield    |
| 26-03-1932      | Ferro Carril Oeste | 3:0             | Vélez Sarsfield    |

| Profesionalismo | Profesionalismo    | Profesionalismo | Profesionalismo    |
| --------------- | ------------------ | --------------- | ------------------ |
| 01-12-1935      | Vélez Sarsfield    | 7:0             | Ferro Carril Oeste |
| 04-11-1934      | Vélez Sarsfield    | 6:0             | Ferro Carril Oeste |
| 21-04-1946      | Ferro Carril Oeste | 0:6             | Vélez Sarsfield    |
| 17-11-1994      | Ferro Carril Oeste | 1:6             | Vélez Sarsfield    |
| 28-11-1999      | Vélez Sarsfield    | 6:1             | Ferro Carril Oeste |

### Resultados con más goles
- Era Amateur
  - Ferro Carril Oeste 0-6 Vélez Sarsfield (1921)
- Era Profesional
  - Ferro Carril Oeste 5-5 Vélez Sarsfield (1938)

## Tabla comparativa entre los equipos
*Actualizado hasta diciembre de 2024
| Clásico del oeste                                                             | Ferro Carril Oeste                       | Vélez Sarsfield                       |
| ----------------------------------------------------------------------------- | ---------------------------------------- | ------------------------------------- |
| Fecha de fundación                                                            | 28 de julio de 1904                      | 1 de enero de 1910                    |
| Estadio (Capacidad)                                                           | Ricardo Etcheverri (24.268 espectadores) | José Amalfitani (49.540 espectadores) |
| Apodo                                                                         | El Verdolaga / Oeste                     | El Fortín                             |
| Clasicos ganados                                                              | 48                                       | 61                                    |
| Categoría Actual                                                              | Segunda División                         | Primera División                      |
| Temporadas en Primera División en el profesionalismo                          | 64                                       | 92                                    |
| Temporadas en Primera División en el amateurismo                              | 17                                       | 12                                    |
| Temporadas en otras divisiones en el profesionalismo                          | 33                                       | 3                                     |
| Temporadas en otras divisiones en el amateurismo                              | 7                                        | 8                                     |
| Títulos en la Primera División                                                | 2                                        | 11                                    |
| Títulos en la Segunda División                                                | 5                                        | 1                                     |
| Títulos en la Tercera División                                                | 1                                        | (no disputó)                          |
| Clasificación histórica en Primera División Profesional                       | 14° puesto                               | 5° puesto                             |
| Clasificación histórica en Primera División Amateur                           | 22° puesto                               | 25° puesto                            |
| Clasificación histórica en Primera División (sumatoria Amateur y Profesional) | 14° puesto                               | 6° puesto                             |
| Goleadores de Primera División                                                | 2                                        | 17                                    |
| Copas Nacionales                                                              | 0                                        | 1                                     |
| Torneos internacionales disputados                                            | 2                                        | 35                                    |
| Títulos Internacionales                                                       | 0                                        | 5                                     |
| Goleadores en torneos Internacionales                                         | 0                                        | 2                                     |

## Los que jugaron para ambos equipos
El siguiente listado muestra a los futbolistas que se pusieron tanto la camiseta de Vélez Sarsfield como la de Ferro Carril Oeste. Además, se destaca que Victorio Spinetto, Ricardo Trigilli y Vladislao Cap fueron futbolistas del Fortín y, luego, entrenadores del Verdolaga. 

### Jugadores
- Cristian Damián Acevedo (1974-)
- Oscar Román Acosta (1964-)
- Jorge Osmar Acuña (1963-)
- Mauro Fabián Algecira
- Isaac Andrade (1937-)
- Martín Bernacchia (1978-)
- Adrián Bianchi (1964-)
- Esteban Buján (1979-)
- Mariano Chirumbolo (1982-)
- Norberto Conde (1931-2014)
- Tubo Fernández (1959-)
- Juan Ignacio Sills (1987-)
- Leandro Miguel Fernández (1991-)
- Nahuel Arena (1998-)
- Oscar Alberto Fonseca Gómez
- Julio César Jiménez (1954-)
- Esteban Fernando González (1962-)
- Alejandro Mancuso (1968-)
- Juan Manuel Herbella (1978-)
- David Ramírez (1981-)
- Felipe Ribaudo (1940-1998)
- Rubén Omar Sánchez
- Daniel José Tagliani
- Daniel Alberto Verón
- Walter Fabián Verón